# My Destiny (đĩa đơn của TVXQ)
My Destiny là đĩa đơn tiếng Nhật thứ ba của Tohoshinki, phát hành ngày 2 tháng 11 năm 2005 bởi Rhythm Zone. Ca khúc được sử dụng làm nhạc nền kết thúc của chương trình Monday Entertainment (月曜エンタぁテイメント).

## Danh sách bài hát

### CD version
| STT | Nhan đề                                                   | Phổ lời      | Phổ nhạc         | Thời lượng |
| --- | --------------------------------------------------------- | ------------ | ---------------- | ---------- |
| 1.  | "My Destiny"                                              | Mai Osanai   | Akihisa Matsuura | 5:14       |
| 2.  | "Eternal"                                                 | Ryoji Sonoda | Kosuke Morimoto  | 4:35       |
| 3.  | "My Destiny（アカペラVer.)" (My Destiny (Acappella Ver.)) | Mai Osanai   | Akihisa Matsuura | 2:38       |
| 4.  | "My Destiny (Less Vocal)"                                 |              |                  |            |
| 5.  | "Eternal (Less Vocal)"                                    |              |                  |            |

### CD+DVD
CD
| STT | Nhan đề                   | Phổ lời      | Phổ nhạc         | Thời lượng |
| --- | ------------------------- | ------------ | ---------------- | ---------- |
| 1.  | "My Destiny"              | Mai Osanai   | Akihisa Matsuura | 5:14       |
| 2.  | "Eternal"                 | Ryoji Sonoda | Kosuke Morimoto  | 4:35       |
| 3.  | "My Destiny (Less Vocal)" |              |                  |            |
| 4.  | "Eternal (Less Vocal)"    |              |                  |            |

DVD
1. My Destiny (Music Video)
2. Interview

## Xếp hạng
| Ngày phát hành      | Oricon chart         | Thứ hạng | Số bản tiêu thụ | Chart run |
| ------------------- | -------------------- | -------- | --------------- | --------- |
| 2 tháng 11 năm 2005 | Weekly Singles Chart | 16       | —               | 15 tuần   |

## Ngày phát hành
| Ngày                | Quốc gia | Định dạng                   | Nhãn đĩa    |
| ------------------- | -------- | --------------------------- | ----------- |
| 2 tháng 11 năm 2005 | Nhật Bản | CD CD+ DVD digital download | Rhythm Zone |